# Religión asiria
La religión asiria se configuraba de la siguiente manera. El dios supremo de los asirios era Asur al cual no se le elevaban templos. De él emanaban los otros dioses: 
- Anu, el señor de las tinieblas en figura de hombre con cola de águila y cubierto con una cabeza de pez
- Bel, el soberano de los espíritus en forma de rey sentado sobre el trono
- Nuah, el señor del mundo visible en forma de genio con cuatro alas desplegadas

Cada uno de estos dioses tenía su esposa y por debajo de ellos se veneraban el Sol, la Luna y los cinco planetas a todos los cuales se erigían templos, verdaderos observatorios desde cuya azotea los sacerdotes podían seguir todos sus movimientos. Pensaban los sacerdotes que estos astros, por lo mismo, eran potentes dioses que obraban intensamente sobre la vida de los hombres. Todo mortal viene al mundo bajo la influencia de un planeta y este momento decide su destino. Puede predecirse por lo tanto el destino que le espera conociendo el planeta bajo el cual ha nacido y de ahí el horóscopo y lo que ocurre en el cielo es el anuncio de lo que sucederá en la tierra, así, por ejemplo, un cometa anuncia una revolución. Los sacerdotes podían predecir los acontecimientos. A ellos se debe la astrología.